# Working holiday visa
Working holiday visa („pracovně prázdninová víza“) je povolení k pobytu, které umožňuje cestovatelům pracovat a také někdy studovat v zemi, jež tato víza vydává za účelem doplňování cestovních nákladů. Pro mnoho mladých lidí umožňují tato víza zkušenost života v cizí zemi, aniž by si museli shánět předem sponzorovanou práci (work sponsorship), na kterou by dostali víza či se účastnili univerzitních výměnných programů. Většina těchto víz je nabízena na základě vzájemných dohod mezi určitými státy k podpoře cestovní a kulturní výměny mezi jejich občany. 
Existuje několik omezení na tento typ víz:
- většina je určena pro mladé cestovatele, mají tedy věkové omezení (obvykle od 18 do 30 či 35 let)
- obvykle je omezen typ možného zaměstnání či doba, na kterou může být člověk s těmito typy víz zaměstnán
- od držitelů víz se očekává, že mají dostatek finančních prostředků na dobu, po kterou si budou hledat práci

## Území nabízející working holiday visa
- Argentina
- Austrálie
- Belgie
- Chile

### Česko
Česko nabízí tyto víza občanům Jižní Koreje, Kanady a Nového Zélandu ve věku 18-30 let na jeden rok.
- Dánsko
- Estonsko
- Finsko
- Francie
- Hongkong
- Irsko
- Izrael
- Itálie
- Japonsko
- Jižní Korea
- Tchaj-wan
- Kanada
- Lotyšsko
- Malta
- Německo
- Nizozemsko
- Norsko

### Nový Zéland
Nový Zéland nabízí tyto víza občanům Argentiny, Belgie, Brazílie, Kanady, Chile, Číny, Česka, Dánska, Estonska, Finska, Francie,  Hongkongu, Irska, Izraele, Itálie, Japonska, Jižní Koreje, Lotyšska, Malajsie, Malty, Mexika, Německa, Nizozemska, Norska, Peru, Singapuru, Slovenska, Slovinska, Španělska, Švédska, Tchaj-wanu, Thajska, Turecka, Spojeného království, Spojených států amerických a Uruguaye.
- Polsko
- Rakousko
- Singapur
- Slovensko
- Slovinsko
- Španělsko
- Švédsko
- Tchaj-wan
- Thajsko
- Turecko
- Spojené království
- Uruguay